# Buceros

Verbreitungsgebiet des Doppelhornvogels

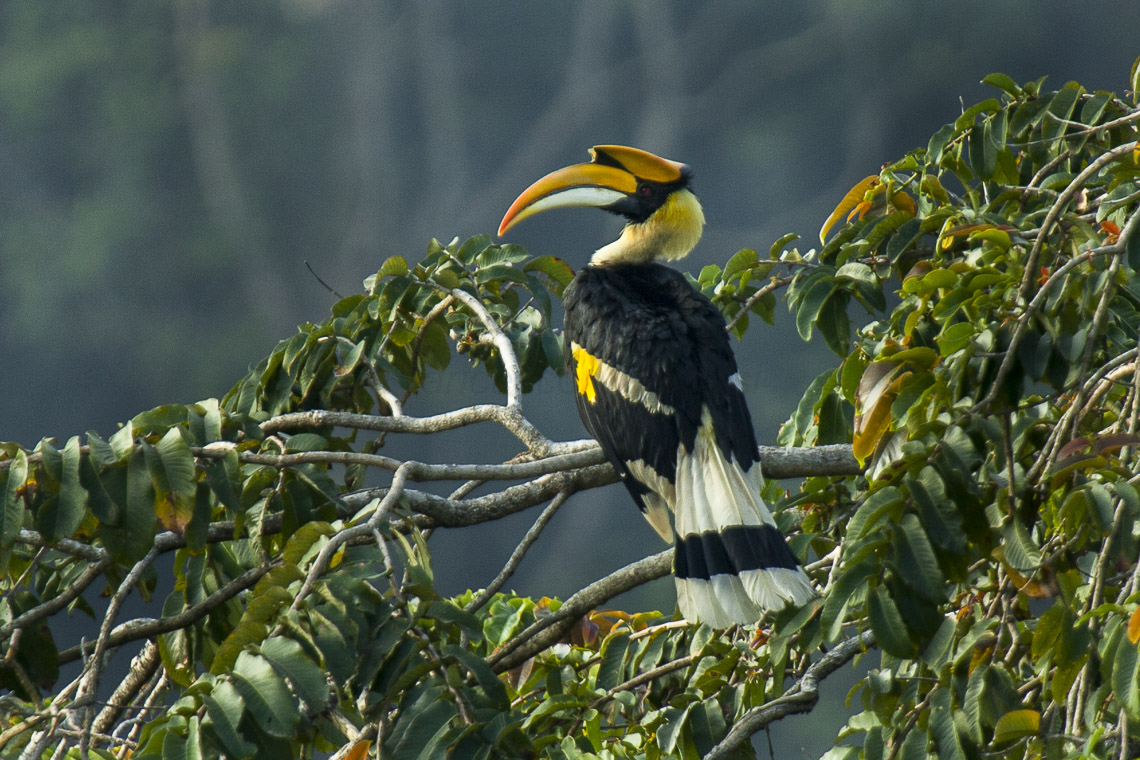
Männchen des Doppelhornvogels in Thailand

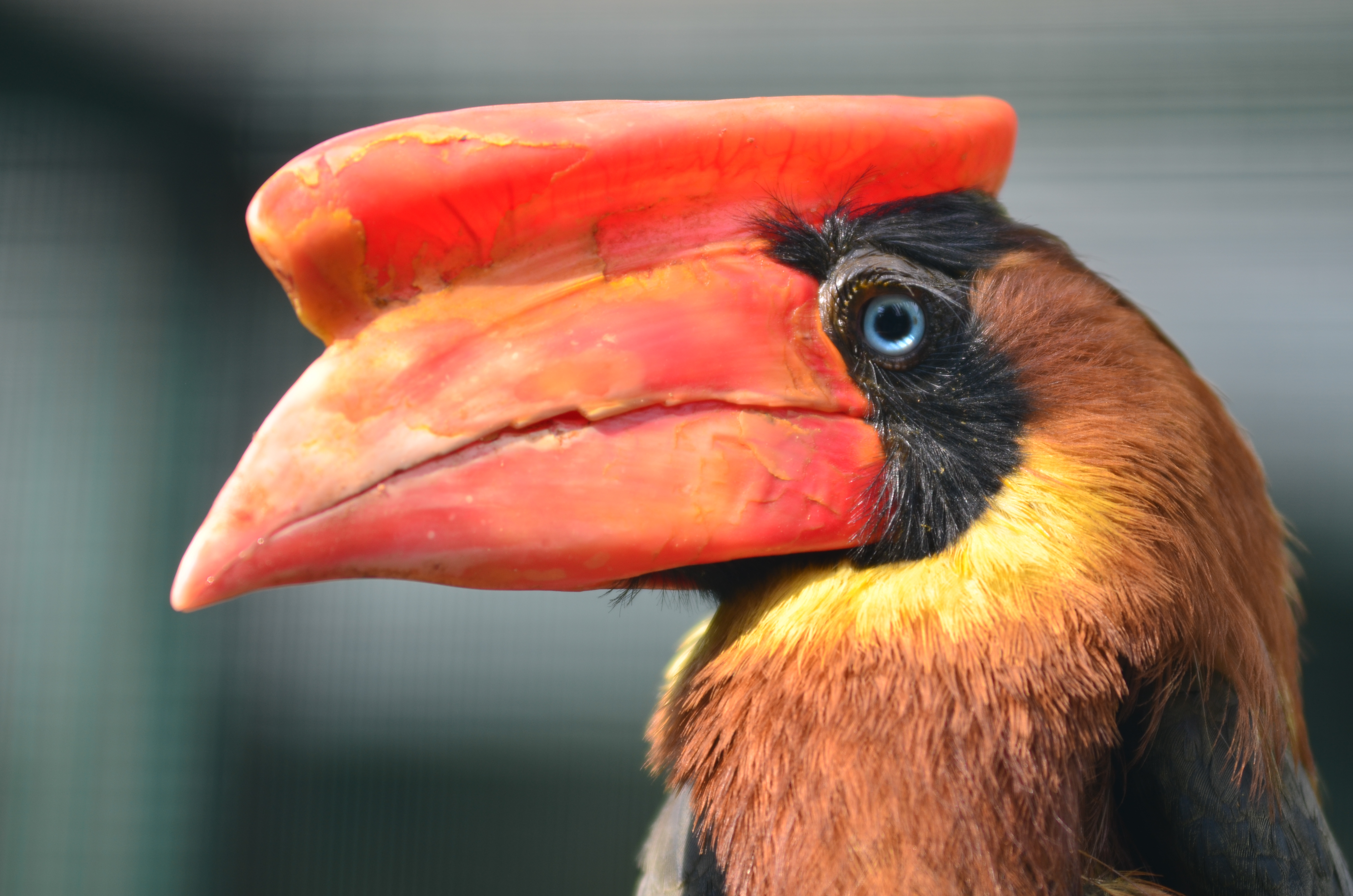
Feuerhornvogel (Buceros hydrocorax) im Weltvogelpark Walsrode

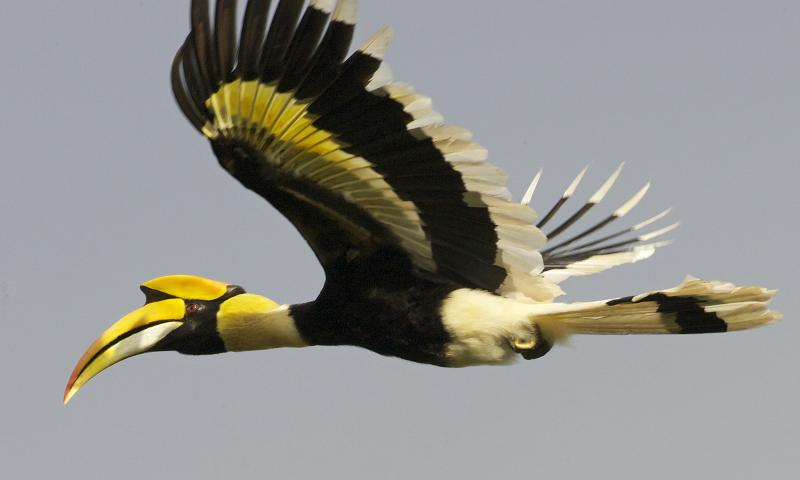
Doppelhornvogel im Flug

Buceros ist eine Gattung der Nashornvögel (Bucerotidae), deren Vertreter in Südostasien beheimatet sind. Ein deutscher Name ist nicht etabliert. Sie werden jedoch manchmal als Große Nashornvögel oder Große Hornvögel bezeichnet.
Wie alle Nashornvögel sind auch die Arten, die zur Gattung Buceros gehören, Höhlenbrüter. Das Weibchen verbringt mehrere Wochen in einer Baumhöhle, deren Zugang bis auf einen schmalen Spalt zugemauert ist. Durch diesen schmalen Spalt füttert das Männchen sie und später auch die Jungvögel.
Drei Arten werden der Gattung zugerechnet. Die Bestandssituation des Rhinozerosvogels und des Doppelhornvogels werden von der IUCN mit potentiell gefährdet (near threatened) angegeben. Die Bestandssituation des Feuerhornvogels wird von der IUCN kritischer gesehen und mit gefährdet (vulnerable) angegeben.

## Merkmale
Buceros sind mit einer Körperlänge von 60 bis 105 Zentimetern große bis sehr große Nashornvögel. Der Doppelhornvogel erreicht  eine Körperlänge von mehr als einem Meter und gilt mit dem ebenfalls zu den Nashornvögeln gehörenden Schildschnabel zu den größten waldbewohnenden Vögeln. Es besteht zwischen den Geschlechtern kein wesentlicher Größenunterschied. Die unbefiederte Haut rund um das Auge unterscheidet sich jedoch je nach Geschlecht und bei den Weibchen fehlen schwarze Abzeichen auf dem Schnabel. Die Steuerfedern weisen bei zwei Arten ein schwarzes Endband auf. Bei dem Feuerhornvogel ist dagegen der Schwanz vollständig weiß.
Schnabelaufsatz, Schnabel und große Teile des weißen Gefieders sind durch Bürzelsekret rötlich, gelblich oder orange eingefärbt.

## Verbreitung
Alle drei Buceros-Arten kommen in Südostasien vor.
Das Verbreitungsgebiet des Doppelhornvogels ist das größte unter den drei Arten und erstreckt sich von Indien über den Süden Chinas bis nach Sumatra. In Indien ist das Verbreitungsgebiet des Doppelhornvogels disjunkt. Eine isolierte Population lebt in den Westghats, einem Gebirgszug entlang der Westküste Indiens, und stellt das westlichste Verbreitungsgebiet der Gattung dar. Der Doppelhornvogel kommt auch in Vorgebirgen des Himalayas von Uttar Pradesh bis nach Assam vor. Das Verbreitungsgebiet erstreckt sich außerdem über den Süden Nepals und den Norden Bangladeschs. Sie kommen auch in Myanmar sowie auf einigen dicht bewaldeten Inseln des Mergui-Archipels in der nördlichen Andamanensee an der Westküste Myanmars im Indischen Ozean vor. In China kommt der Doppelhornvogel im Westen (in Yingjiang) und Süden (in Xishuangbanna) von Yunnan vor. Sie sind auch in Vietnam, Laos, Kambodscha und Thailand vertreten. Zu ihrem Verbreitungsgebiet gehört außerdem die Malaiische Halbinsel, wo sie auch auf küstennahen Inseln vorkommen. Eine isolierte Population lebt außerdem auf Sumatra.
Das Verbreitungsgebiet des Rhinozerosvogels überlappt sich teilweise mit dem des Doppelhornvogels. Die Nominatform (B. r. rhinoceros) ist auf der Malaiischen Halbinsel sowie der Insel Sumatra heimisch. Bis zum Jahre 1950 erstreckte sich das Verbreitungsgebiet noch bis Singapur. Auf Borneo lebt die Unterart B. r. borneoensis, auf Java B. r. silvestris.
Das Verbreitungsgebiet des Feuerhornvogels sind die Philippinen, womit er die Art innerhalb der Bureaus ist, die am weitesten im Osten vorkommt. Die Nominatform kommt auf den Inseln Luzon und Marinduque vor. Der Mindanao-Feuerhornvogel kommt auf Mindanao und Basilan vor und wurde auch schon auf den Inseln Dinagat und Siargao sowie Balut, Bucas Grande und Talicud beobachtet. Der Samar-Feuerhornvogel kommt auf Samar, Leyte, Bohol, Panaon und Buad vor. Er wurde auch schon auf Calicoan und Biliran beobachtet.

## Lebensraum
Der Lebensraum aller drei Arten sind immergrüne Regenwälder.
Der Feuerhornvogel kommt auf Luzon bis in Höhenlagen von 760 Metern vor, und auf Mindanao wurde er schon an den Berghängen des Apo in Höhenlagen von 2100 beobachtet. Der Doppelhornvogel kommt besonders häufig in Wäldern zwischen 600 und 1000 Höhenmetern vor. In den Vorgebirgen des Himalayas und im Norden Thailands ist er jedoch auch noch auf 2000 Metern anzutreffen. Er kommt auch in Wäldern vor, in denen ein selektiver Holzeinschlag erfolgt ist. Er ist dort allerdings nicht so häufig wie die kleineren Nashornvogelarten anzutreffen. Wo sich sein Verbreitungsgebiet mit dem zur selben Gattung gehörenden Rhinozerosvogel überlappt, ist der Doppelhornvogel eher in den höheren Lagen anzutreffen. In Regionen seines Verbreitungsgebietes, in denen es große zusammenhängende Wälder gibt, ist der Doppelhornvogel durchaus häufig. In stärker fragmentierten Waldgebieten wie beispielsweise den Westghats ist er auch historisch ein seltener Vogel gewesen.
Der Rhinozerosvogel kommt in Höhenlagen bis 1400 Meter vor, wobei der Rhinozerosvogel aufgrund seiner Nistgewohnheiten Primärwald, also vom Menschen weitestgehend unberührten Wald, benötigt. Er nutzt auch Wälder mit selektivem Holzeinschlag und sucht auch fruchttragende Bäume auf, die in Waldrandnähe stehen. Generell meidet er jedoch offenes Gelände und meidet es, längere Strecken über offenes Gelände zu fliegen.
Wo es noch geeignete Lebensräume für ihn gibt, ist der Rhinozerosvogel durchaus häufig. Auf der Malaiischen Halbinsel kommen in Primärwäldern auf 0,5 bis 2,5 Quadratkilometern ein Paar. Es sind primär eine zunehmende Entwaldung, die dazu führt, dass die Bestandszahlen zurückgehen.

## Allgemeine Lebensweise
Die meisten ausgewachsenen Doppelhornvögel und Rhinozeroshornvögel leben paarweise und verteidigen ein Revier. Bei den immer wieder beobachteten Trupps handelt es sich um Subadulte und nicht brütende geschlechtsreife Vögel. Diese nomadisieren in Abhängigkeit vom Nahrungsangebot über weite Gebiete und teilen sich gelegentlich auch in Subtrupps auf, die ein paar hundert Meter voneinander entfernt nach Nahrung suchen. Beide Arten sind standorttreu und verteidigen ein Revier, sie tolerieren allerdings nichtbrütende Trupps, wenn diese ihr Revier durchqueren. Dagegen zeigen sie ein revierverteidigendes Verhalten gegenüber benachbarten Brutpaaren. Zu dem dann gezeigten Verhalten gehört vor allem eine Reaktion auf deren Rufe.
Feuerhornvögel leben dagegen in kleinen Trupps von drei bis sieben Individuen. Auf Rufe benachbarter Trupps von Feuerhornvögeln reagieren sie, was nahelegt, dass die Trupps ein Revier verteidigen. Ansonsten lassen sich ihre Rufe sehr regelmäßig in den Morgen- und Abendstunden vernehmen. Die Rufe sind noch in einer Entfernung von 1,5 Kilometern vernehmbar. Während des restlichen Tages sind sie vergleichsweise wenig ruffreudig. Gelegentlich sind sie mit Trupps von Mindanaohornvögeln vergesellschaftet, die zu den Asiatischen Kehlsack-Hornvögeln (Acres) gehören. Sie suchen mit ihnen gemeinsam fruchttragende Bäume sowie Ruheplätze auf.

## Nahrung
Buceros-Arten sind wie die meisten Nashornvogelarten omnivor. Den größten Teil ihres Nahrungsbedarfes decken sie mit Früchten und Samen, wobei Feigen wie bei vielen Nashornvögeln eine besondere Rolle spielen. Sie kommen auch auf den Erdboden, um dort nach animalischer Kost und nach herabgefallenen Früchten zu suchen. Das tierische Protein, das sie zu sich nehmen, besteht überwiegend aus Insekten und Gliederfüßern. Zumindest für Doppelhornvogel und Rhinozerosvogel ist belegt, dass sie vergleichsweise viel Zeit mit der Jagd nach tierischem Protein verbringen. Besonders gut untersucht ist hier der Doppelhornvogel: Zu seinem Jagdverhalten gehört es, dass er Baumrinde abreißt und dort nach Insekten sucht. Doppelhornvögel fressen überwiegend Insekten wie Käfer, Wespen, Heuschrecken, Grillen, Kakerlaken und Schmetterlingsraupen. Auch Krebse, Schnecken und Regenwürmer gehören zu ihrem Nahrungsspektrum. Gefressen werden auch kleinere Wirbeltiere, darunter Eidechsen, Frösche, Geckos, Schlangen, Fledermäuse und verschiedene Eichhörnchen. Auch kleinere Vogelarten und deren Eier und Nestlinge werden vom Doppelhornvogel gefressen. Unter den erbeuteten Vögeln befanden sich Grünbartvögel, Ziegenmelker, Flaggendrongo, Indien-Zwergohreulen und Dschungelzwergkäuze, Eier und Nestlinge von Bülbüls und Tauben.

## Arten
Die folgenden drei Arten werden zur Gattung gerechnet:
- Doppelhornvogel (Buceros bicornis)
- Rhinozerosvogel, Kalao (Buceros rhinozeros)
- Feuerhornvogel, Rotbrauner Hornvogel (Buceros hydrocorax)

## Einzelbelege
1. 1 2   Buceros rhinoceros in der Roten Liste gefährdeter Arten der IUCN 2016.10. Eingestellt von: BirdLife International, 2016. Abgerufen am 23. Dezember 2016.
2. ↑  Buceros bicornis in der Roten Liste gefährdeter Arten der IUCN 2015. Eingestellt von: BirdLife International, 2013. Abgerufen am 31. Oktober 2016.
3. ↑   Buceros hydrocorax in der Roten Liste gefährdeter Arten der IUCN 2014. Eingestellt von: BirdLife International, 2014. Abgerufen am 4. Dezember 2016.
4. ↑  Cocker, Tipling: Birds and People. S. 326.
5. 1 2 3  Kemp: The Hornbills – Bucerotiformes. S. 180.
6. 1 2  Kemp: The Hornbills – Bucerotiformes. S. 186.
7. ↑  Kemp: The Hornbills – Bucerotiformes. S. 187.
8. 1 2  Kemp: The Hornbills – Bucerotiformes. S. 191.
9. ↑  Kemp: The Hornbills – Bucerotiformes. S. 181.